# 笹目北町
笹目北町（ささめきたちょう）は、埼玉県戸田市の町名。郵便番号は335-0033（蕨郵便局管区）。

## 地理
戸田市の北部に位置する。東側に笹目川が流れる。物流センターが多く立地する。

## 歴史

### 沿革
- 1973年（昭和48年） - 北部第一区画整理事業が開始。
- 1987年（昭和62年）4月22日 - 大字惣右衛門の北部、大字下笹目の一部、大字美女木の一部から笹目北町が成立[4]。
- 1993年（平成5年）3月 - 区画整理事業が完成。

## 世帯数と人口
2017年（平成29年）10月1日現在の世帯数と人口は以下の通りである。
| 町丁     | 世帯数  | 人口    |
| -------- | ------- | ------- |
| 笹目北町 | 854世帯 | 1,980人 |

## 小・中学校の学区
市立小・中学校に通う場合、学区は以下の通りとなる。
| 番地 | 小学校               | 中学校             |
| ---- | -------------------- | ------------------ |
| 全域 | 戸田市立美女木小学校 | 戸田市立笹目中学校 |

## 交通
- 鉄道は敷設されていないが、北戸田駅が最寄り駅となっている。

## 施設
- 戸田市北部公園野球場
- 東京電力パワーグリッド笹目変電所
- 笹目北町会館
- 北部公園
- 谷口北公園